# Brinkworth (Wiltshire)
Brinkworth est une paroisse civile et un village du Wiltshire, en Angleterre.